# Spin Doctors
Spin Doctors es un grupo de rock estadounidense fundado en 1988 de la ciudad de Nueva York. Son conocidos por sus canciones "Two Princes" y "Little Miss Can't Be Wrong", que alcanzaron los números 7 y 17 respectivamente en las carteleras de Billboard de música Pop.

## Historia

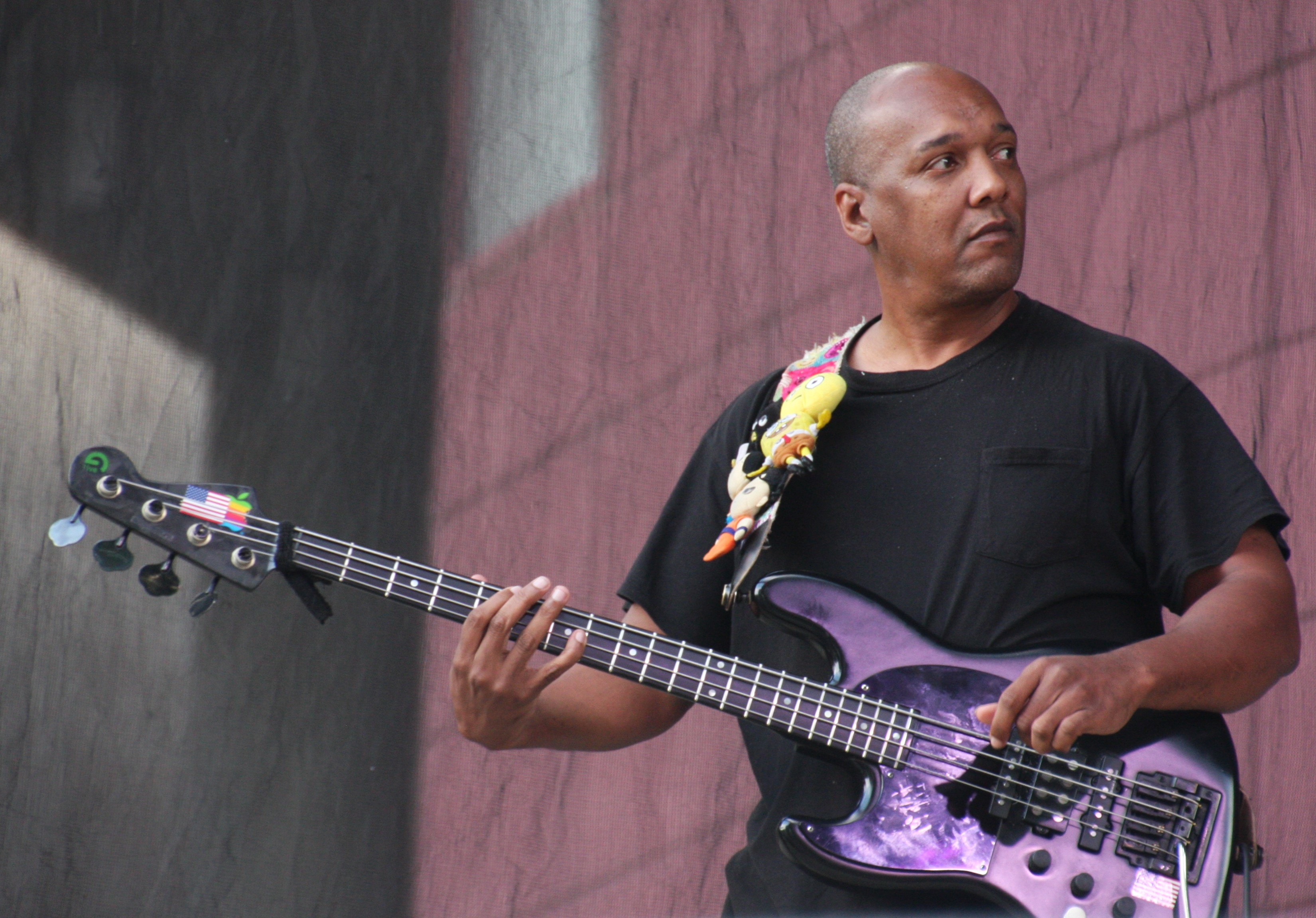
Mark White

El álbum que incluyó aquellas canciones fue "Pocket Full of Kryptonite", que llegó a ser el mejor disco de la banda. El álbum tuvo muy buenas ventas gracias a la aparición del grupo en Saturday Night Live en octubre de 1992, vendiendo en última instancia cinco millones de copias en los Estados Unidos y alcanzando su punto máximo en el #3 en las carteleras de "Top 200 álbumes" de Billboard. La banda también hizo una aparición en Barrio Sésamo (Sesame Street), cantando una versión modificada de "Canción de amor y ternura", acentuando aún más la importancia de 'compartir'.
Los miembros entonces eran Chris Barron (voz principal), Eric Schenkman (guitarra y voz), Aaron Comess (batería) y Mark White (bajo).
El álbum "Turn It Upside Down" de 1994 no fue tan acertado como 'Kryptonite', aunque este vendiera un millón de copias y su segundo sencillo, "You Let Your Heart Go Too Fast", fue un hit modesto (#48 en las carteleras Pop). Poco después del lanzamiento de Turn It Upside Down, el guitarrista original, Eric Schenkman, abandonó la banda, citando diferencias tanto musicales como personales. Fue sustituido por Anthony Krizan.
La continuación del álbum Turn It Upside Down, You've Got to Believe in Something de 1996, vendió poco y la banda perdió su contrato con su discográfica. El guitarrista Krizan también abandonó la banda después del lanzamiento del álbum, por motivos que son relativamente desconocidos. Fue sustituido por Eran Tabib. También durante este tiempo, Ivan Neville (teclados)se unió a la banda. En 1998, la banda firmó con Uptown Records / Universal Records y lanzó el álbum "Here Comes the Bride" en 1999. Durante la grabación de Here Comes The Bride, Mark White abandonó la banda. Las pistas de bajo en el álbum fueron terminadas por el miembro de banda original Aaron Comess.
Durante el tour de Here Comes The Bride, Chris Barron perdió su voz debido a una extraña parálisis en las cuerdas vocales. El teclista Ivan Neville, asumió el deber de hacer de vocalista por algún tiempo, pero la banda canceló el resto del tour, disminuyendo las ventas del álbum. La voz de Chris volvió a finales del 2000, cuando comenzó a participar con su propia banda "Chris Barron and the Give Daddy Five".
Los Spin Doctors permanecieron estancados hasta 2001, cuando el cierre del famoso club de la Ciudad de Nueva York, Wetlands trajo consigo la reconciliación de los cuatro miembros originales. La banda grabó un álbum, "Nice Talking To Me", lanzado el 13 de septiembre de 2005. Hasta ahora, el álbum ha tenido mucho éxito comercial.

## Discografía
- Pocket Full of Kryptonite (1991)
- Up for Grabs...Live (Vivo) (1991)
- Homebelly Groove...Live (Vivo) (1992)
- Turn It Upside Down (1994)
- You've Got to Believe in Something (1996)
- Here Comes the Bride (1999)
- Just Go Ahead Now: A Retrospective (Recopilatorio) (2000)
- Can't Be Wrong (Recopilatorio) (2001)
- Two Princes - The Best Of (2003)
- Nice Talking to Me (2005)
- Collection (Recopilatorio) (2007)
- If the River Was Whiskey (2013)
- Songs From The Road (Vivo) (2015)

## Miembros
Presente

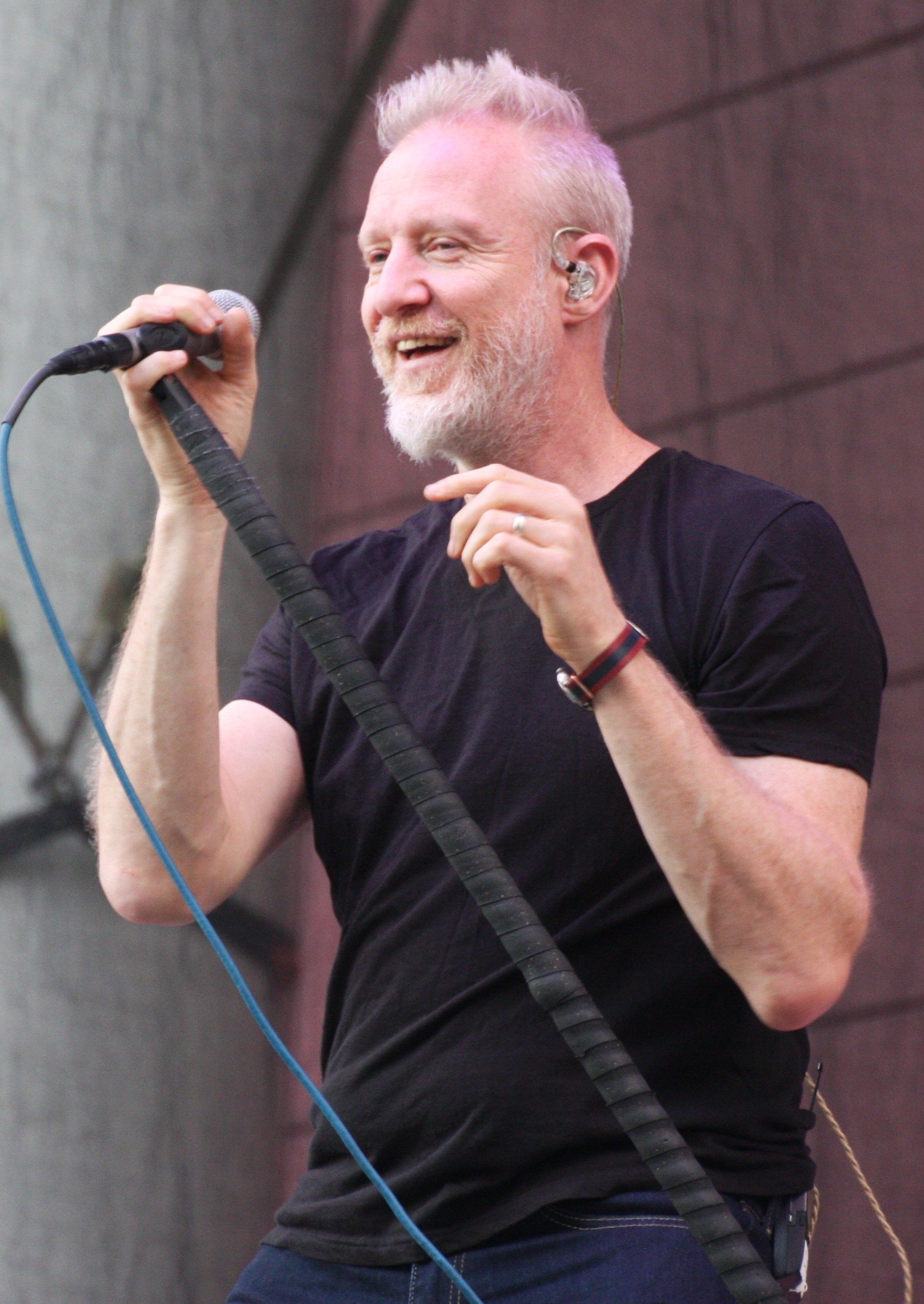
Chris Barron

- Chris Barron – voz principal, guitarra, guitarra acústica (1988–1999, 2001–presente)
- Aaron Comess – batería, percusión, conga, órgano hammond, piano, órgano, bajo eléctrico, stick, clavinet, coros (1988–1999, 2001–presente)
- Eric Schenkman – guitarra principal, piano, acompañamiento y voz principal (1988–1994, 2001–presente)
- Mark White – bajo eléctrico, guitarra, teclados, acordeón, redoblante, coros (1988–1998, 2001–presente)

Antiguos
- Anthony Krizan – guitarra principal, coros (1994–1996)[1]
- Ivan Neville – teclados, coros (1996–1999)
- Eran Tabib – guitarra principal, coros (1996–1999)[1]
- Carl Carter – bajo eléctrico, coros (1998–1999)[1]

Tour
- Shawn Pelton – batería, percusión (2012)[2]